# Касл-Пойнт
Касл-Пойнт (англ. Castle Point) — неметрополитенский район (англ. non-metropolitan district) со статусом боро в графстве Эссекс (Англия). Административный центр находится в районе Тандерсли.

## История
Район был образован 1 апреля 1974 года в результате слияния городских округов Бенфлит и Канви-Айленд. В 1992 году район получил статус боро.

## География
Район расположен на юге графства Эссекс.

## Состав
В состав Касл-Пойнт входят 2 города (Саут-Бенфлит и Хадли), район Тандерсли и община (англ. civil parish) Канви-Айленд.